# Saffirova–Simpsonova stupnice
Saffirova–Simpsonova stupnice je stupnice pro klasifikaci tropických cyklón na západní polokouli, které přesáhly intenzitu tropické brázdy nízkého tlaku a tropické bouře, čímž se staly hurikány. Stupnice hurikány rozděluje do pěti kategorií, rozlišovaných podle intenzity jejich trvalých větrů. K tomu, aby byl tropický cyklon označen jako hurikán, musí mít vítr rychlost nejméně 33 m/s (119 km/h). Nejvyšší klasifikace na stupnici (kategorie 5) je vyhrazena pro bouře s větrem přesahujícím 70 m/s (252 km/h).
Klasifikace je primárně určena pro měření možných škod a zátop, které může hurikán způsobit při případných sesuvech půdy, ačkoliv byla kritizována jako příliš jednoduchá. Oficiálně je Saffirova–Simpsonova hurikánová stupnice používána jen k popisu hurikánů, které se formují v Atlantském oceánu a v severní části Pacifiku, východně od mezinárodní datové linie. Ostatní oblasti používají pro označení těchto bouří jinou klasifikaci a tyto bouře se nazývají cyklóny nebo tajfuny.

## Historie
Stupnice byla sestavena v roce 1971 stavebním inženýrem Herbertem Saffirem a meteorologem Bobem Simpsonem, který byl v té době ředitelem amerického Národního hurikánového centra (NHC). Stupnice byla široké veřejnosti představena v roce 1973 a široce používána od r.1974, kdy byl Simpson nahrazen v čele NHC Neilem Frankem.
Původní stupnice byla odvozena Saffirem, konstruktérem, který v roce 1969 pokračoval na zakázce pro Spojené národy, studii o struktuře nízkonákladových domů v hurikánové oblasti. V průběhu studie Saffir zjistil, že neexistuje jednoduchá stupnice pro popis možných efektů hurikánu. Podle pomůcky pro popis zemětřesení, tzv. Richterovy škály, vymyslel 1–5 dílnou stupnici založenou na rychlosti větru, která naznačuje dosažená postižení budov. Saffir postoupil stupnici NHC a Simpson přidal efekty prudkosti bouří a záplav. Stupnice nebere v potaz dešťové srážky nebo lokalitu, což znamená, že hurikán stupně 2 při zasažení velkého města přivodí větší škody než hurikán kategorie 5, který zasáhne venkovskou oblast.

## Kategorie
Stupnice rozděluje hurikány do pěti různých kategorií, založených na síle větru, atmosférickém tlaku a prudkosti bouře. Americké „Národní hurikánové centrum“ klasifikuje hurikány kategorie 3 a výš jako „závažné hurikány“. Mnoho agentur zabývajících se počasím používá definici pro vytrvalost větrů doporučenou Světovou meteorologickou organizací (WMO), která specifikuje měření větru ve výšce 10 m nad zemí pro dobu 10 minut a určuje průměrnou rychlost. Na rozdíl od toho americká „Národní služba pro počasí“ (NWS) definuje vytrvalost větrů měřením ve výšce 10 metrů po dobu 1 minuty. Hodnoty atmosférického tlaku jsou průměrné. Stupnice je rozdělena na 5 následujících stupňů (řazených podle vzrůstající intenzity):

### Porucha
Vytváří se kupovité oblaky, vzduch ale v systému ještě nezačal cirkulovat.
| Porucha                 | Porucha | Porucha |
| ----------------------- | ------- | ------- |
| Síla a vytrvalost větrů | 0 m/s   | 0 kt    |
| Síla a vytrvalost větrů | 0 km/h  | 0 mph   |
| Prudkost bouře          | -       | -       |
| Atmosférický tlak       | -       | -       |

### Tropická deprese
Tlaková níže v tropické oblasti.
| Tropická deprese        | Tropická deprese | Tropická deprese |
| ----------------------- | ---------------- | ---------------- |
| Síla a vytrvalost větrů | < 17,5 m/s       | < 35 kt          |
| Síla a vytrvalost větrů | < 63 km/h        | < 37 mph         |
| Prudkost bouře          | -                | -                |
| Atmosférický tlak       | < 1013 mbar      | < 29,91 inHg     |

### Tropická bouře
Síla tropických bouří ještě není dostačující k působení výrazných škod, mohou ale například polámat větve stromů, poškodit úrodu, nebo mírně zvednout hladinu vody v přístavech.
| Tropická bouře          | Tropická bouře | Tropická bouře |
| ----------------------- | -------------- | -------------- |
| Síla a vytrvalost větrů | 17,5–32,7 m/s  | 35–64 kt       |
| Síla a vytrvalost větrů | 63–118 km/h    | 37–74 mph      |
| Prudkost bouře          | < 1 m          | < 3,3 ft       |
| Atmosférický tlak       | > 990 mbar     | > 29,23 inHg   |

### Kategorie 1
Bouře kategorie 1 obvykle nezpůsobují podstatné poškození budov; nicméně, mohou převrhnout neukotvené mobilní domy, případně i vyvrácené nebo krátce zasazené stromy. Mohou odfouknout i střešní šindele a tašky, způsobit pobřežní záplavy nebo mírně poškodit přístavní mola a hráze.
Následující hurikány jsou příkladem kategorie 1: Alice (prosinec 1954), Danny (1985), Jerry (1989), Ismael (1995), Gaston (2004), Humberto (2007) a Boris (2008).
| Kategorie 1             | Kategorie 1  | Kategorie 1 | Kategorie 1               | Kategorie 1 |
| ----------------------- | ------------ | ----------- | ------------------------- | ----------- |
| Síla a vytrvalost větrů | 33–42 m/s    | 64–82 kt    | Hurikán Newton na pobřeží |             |
| Síla a vytrvalost větrů | 119–153 km/h | 74–95 mph   | Hurikán Newton na pobřeží |             |
| Prudkost bouře          | 1.2–1.5 m    | 4–5 ft      | Hurikán Newton na pobřeží |             |
| Atmosférický tlak       | 980–989 mbar | 28.94 inHg  | Hurikán Newton na pobřeží |             |

### Kategorie 2
Bouře této intenzity poškozuje střešní materiály a způsobuje škody na chatrně postavených dveřích a oknech. Podstatné škody způsobuje i na vegetaci, reklamních tabulích a přístavních zařízeních. Mobilní domy, ukotvené i nezabezpečené, jsou obvykle těžce poškozeny a také mnoho prefabrikovaných domů trpí strukturálními poškozeními. Malým plavidlům na nechráněných kotvištích mohou tyto bouře potrhat kotevní lana.
Hurikány, které dosáhly intenzity kategorie 2 a způsobily malé sesuvy půdy: Carol (1954), Diana (1990), Erin (1995), Marty a Juan (2003) a Dolly (2008).
| Kategorie 2             | Kategorie 2  | Kategorie 2      | Kategorie 2               | Kategorie 2 |
| ----------------------- | ------------ | ---------------- | ------------------------- | ----------- |
| Síla a vytrvalost větrů | 43–49 m/s    | 83–95 kt         | Arthur se blíží k pevnině |             |
| Síla a vytrvalost větrů | 154–177 km/h | 96–110 mph       | Arthur se blíží k pevnině |             |
| Prudkost bouře          | 1.8–2.4 m    | 6–8 ft           | Arthur se blíží k pevnině |             |
| Atmosférický tlak       | 965–979 mbar | 28.50–28.91 inHg | Arthur se blíží k pevnině |             |

### Kategorie 3
Tropické cyklony této a vyšší intenzity jsou označovány jako „významné hurikány“, ale jen pokud jsou lokalizovány v Atlantiku nebo východním Pacifiku. Tyto bouře mohou způsobit strukturální narušení malých domů a účelových budov, zvláště u těch s dřevěnými konstrukcemi nebo s konstrukcí z průmyslových materiálů s malými defekty. Budovy bez pevných základů, například mobilní domy, jsou obvykle zničeny a čelní zdi obyčejných domů jsou strženy. Průmyslově stavěné domy jsou obvykle velmi těžce a nenapravitelně poškozeny. Záplavy na pobřežích ničí malé budovy, zatímco ty velké jsou poškozeny záplavovými troskami. Navíc může být do vnitrozemí naplavována půda.
Příklady bouří této kategorie jsou hurikány Alma (1966), Alicia (1983), Fran (1996), Isidore (2002), Jeanne (2004) či Lane (2006).
| Kategorie 3             | Kategorie 3  | Kategorie 3      | Kategorie 3              | Kategorie 3 |
| ----------------------- | ------------ | ---------------- | ------------------------ | ----------- |
| Síla a vytrvalost větrů | 50–58 m/s    | 96–113 kt        | Otto směřuje k Nikaragui |             |
| Síla a vytrvalost větrů | 178–209 km/h | 111–130 mph      | Otto směřuje k Nikaragui |             |
| Prudkost bouře          | 2.7–3.7 m    | 9–12 ft          | Otto směřuje k Nikaragui |             |
| Atmosférický tlak       | 945–964 mbar | 27.91–28.47 inHg | Otto směřuje k Nikaragui |             |

### Kategorie 4
Hurikán kategorie 4 působí podstatně rozsáhlejší poškození závěsných stěn a hroucení střech u menších sídel. Jsou běžná těžká, nenapravitelná poškození až téměř úplné zničení stropních podhledů čerpacích stanic a jiných dlouhých převislých struktur. Mobilní a prefabrikované domy jsou sraženy. Tyto hurikány působí výraznou erozi pobřežních oblastí a zaplaveny mohou být i oblasti ve vnitrozemí.
Hurikány této intenzity jsou velmi nebezpečné pro obydlené oblasti. Galvestonský hurikán z roku 1900, nejsmrtonosnější přírodní katastrofa, která kdy zasáhla USA, by byl dnes klasifikován právě kategorií 4. Jiné příklady bouří této intenzity jsou hurikány Hazel (1954), Carmen (1974), Iniki (1992), Luis (1995), Iris (2001), Charley (2004), Irma (2017) a Michael (2018).
| Kategorie 4             | Kategorie 4  | Kategorie 4      | Kategorie 4                    | Kategorie 4 |
| ----------------------- | ------------ | ---------------- | ------------------------------ | ----------- |
| Síla a vytrvalost větrů | 59–69 m/s    | 114–135 kt       | Joaquin nad Bahamskými ostrovy |             |
| Síla a vytrvalost větrů | 210–249 km/h | 131–155 mph      | Joaquin nad Bahamskými ostrovy |             |
| Prudkost bouře          | 4.0–5.5 m    | 13–18 ft         | Joaquin nad Bahamskými ostrovy |             |
| Atmosférický tlak       | 920–944 mbar | 27.17–27.88 inHg | Joaquin nad Bahamskými ostrovy |             |

### Kategorie 5
Kategorie 5 je nejvyšší kategorií tropických bouří v této stupnici. Tyto bouře způsobují naprosté zničení střech na mnoha sídlech a průmyslových budovách a některé menší užitné budovy jsou odfouknuty. Zhroucení mnoha širokých střech a zdí, obzvlášť těch bez vnitřních podpěr je běžné, stejně jako velmi těžká a nenapravitelná poškození mnoha dřevěných struktur a naprosté zničení mobilních/prefabrikovaných domů. Jen pár typů stavebních struktur je schopno odolat a to jen v případě, že jsou vzdáleny nejméně 5 až 8 km od pobřeží. Patří k nim kanceláře, byty, bytové domy a hotely, které jsou z masivního betonu nebo ocelových rámů. Odolat mohou také betonová parkoviště a obydlí ze zesílených cihel či z betonových/cementových bloků, která mají valbovou střechu se svažitostí méně než 35 stupňů bez žádných převisů a která mají hurikánu odolné bezpečnostní sklo či jsou bezpečně kryty žaluziemi.
Zaplavení bouřkou působí závažné poškození nižších pater všech budov poblíž pobřeží a mnoho příbřežních struktur může být zcela srovnáno se zemí či odplaveno. Poškozené mohou být až čtyři bloky ve vnitrozemí.[ujasnit] Masivní evakuace obydlených oblastí může být v případě jejich ohrožení nutná.
Bouře této síly může být extrémně ničivá. Historické příklady hurikánů kategorie 5 zahrnují Labor Day z roku 1935, Camille v roce 1969, Gilbert v roce 1988, Andrew v roce 1992, Katrina v roce 2005, Dean a Felix v roce 2007 a další.
| Kategorie 5             | Kategorie 5 | Kategorie 5 | Kategorie 5               | Kategorie 5 |
| ----------------------- | ----------- | ----------- | ------------------------- | ----------- |
| Síla a vytrvalost větrů | ≥70 m/s     | ≥137 kt     | Maria nad Malými Antilami |             |
| Síla a vytrvalost větrů | ≥252 km/h   | ≥157 mph    | Maria nad Malými Antilami |             |
| Prudkost bouře          | ≥5.5 m      | ≥19 ft      | Maria nad Malými Antilami |             |
| Atmosférický tlak       | <920 mbar   | <27.17 inHg | Maria nad Malými Antilami |             |

### „Kategorie 6“
Po rekordní hurikánové sezóně v roce 2005 se někteří vědci rozhodli, že navrhnou parametry pro kategorii 6, ta však do stupnice nebyla nikdy oficiálně zařazena.
Podmínky pro tuto kategorii by splňovaly například hurikány Labor Day (1935), Gilbert (1988), Wilma (2005) či Irma (2017). V případě, že stupnici uplatníme na tichomořské bouře, spadaly by sem například tajfuny Tip (1979) a Mangkhut (2017).
| Kategorie 6             | Kategorie 6 | Kategorie 6 | Kategorie 6 | Kategorie 6 |
| ----------------------- | ----------- | ----------- | --- | ----------- |
| Síla a vytrvalost větrů | ≥78 m/s     | ≥156 kt     | Hurikán Wilma z roku 2005 je doposud nejsilnější zaznamenaný hurikán v oblasti Atlantiku. Satelitní snímek ukazuje hurikán na vrcholu intenzity severovýchodně od pobřeží Hondurasu. |             |
| Síla a vytrvalost větrů | ≥280 km/h   | ≥156 mph    | Hurikán Wilma z roku 2005 je doposud nejsilnější zaznamenaný hurikán v oblasti Atlantiku. Satelitní snímek ukazuje hurikán na vrcholu intenzity severovýchodně od pobřeží Hondurasu. |             |
| Prudkost bouře          | ≥6,2 m      | ≥20,5 ft    | Hurikán Wilma z roku 2005 je doposud nejsilnější zaznamenaný hurikán v oblasti Atlantiku. Satelitní snímek ukazuje hurikán na vrcholu intenzity severovýchodně od pobřeží Hondurasu. |             |
| Atmosférický tlak       | <900 mbar   | <26,53 inHg | Hurikán Wilma z roku 2005 je doposud nejsilnější zaznamenaný hurikán v oblasti Atlantiku. Satelitní snímek ukazuje hurikán na vrcholu intenzity severovýchodně od pobřeží Hondurasu. |             |

## Kritika
Někteří vědci, včetně Kerryho Emanuela a Lakshmi Kantha, kritizovali rozsah stupnice jako příliš zjednodušující, což naznačuje, že stupnice nebude brát v úvahu fyzickou velikost bouře a množství srážek, které produkuje. Navíc spolu s dalšími poukazují na to, že Saffirova–Simpsonova stupnice na rozdíl od Richterovy stupnice použité k měření zemětřesení má příliš malý rozsah kategorií. Navrhovaná náhradní klasifikace zahrnuje Hurricane Intensity Index, který je založen na dynamickém tlaku způsobené větry vichřice a Hurricane Hazard Index, který je založen na samotné rychlosti větru na povrchu, což je maximální poloměr větrů bouří a její translační rychlost. Obě tyto stupnice jsou kontinuální, podobně jako Richterova stupnice, avšak ani jedna z těchto stupnic nebyla úředně použita.